# Агатов, Владимир Гариевич
Влади́мир Га́риевич Ага́тов (настоящее имя — Вэлвл Иси́дорович Гуре́вич; 28 июля 1901, Киев — 15 ноября 1966, Москва) — советский и украинский поэт-песенник.

## Биография
Родился в 1901 году в Киеве в еврейской семье. В молодости поменял много профессий, среди прочего работал журналистом-фельетонистом. В 1918 году написал стихотворение «Шахматы», которое некоторое время приписывали Апухтину, Беранже. После этого композитор Юлий Хайт положил его на музыку. В 18 лет его литературные заметки были опубликованы в сборнике «Стихи и проза о русской революции» (авторами которого были А. Блок, Андрей Белый, З. Гиппиус, Максим Горький, С. Есенин, Н. Клюев, В. Маяковский). С 1919 года работал в киевских газетах «Пролетарская правда» и «Киевский пролетарий»; впоследствии переехал в Москву, где работал в газете «Гудок» (в одно время с В. Катаевым, И. Ильфом и Е. Петровым, Л. Славиным, Э. Багрицким). Позднее сотрудничал с газетами «Правда», «Рабочая Москва», журналом «Огонёк». Первый изданный сборник стихов «Зеркала» (1923) отмечен влиянием поэтов Серебряного века.
В 1940 году вышел небольшой сборник его стихотворений «Гога», где в юмористической форме рассказывалось о пользе физкультуры. В 1940-е годы выступал как автор произведений для эстрады, а также как поэт-песенник (известны его «Чайный домик», мелодекламации «Три менуэта» и «Шахматы» — обе на музыку Ю. Хайта (1923), «Ленину» (муз. С. Покрасса, 1924), знаменитая «одесская блатная» «Ох, уж повезло косому Ваньке» («Алёха жарил на баяне, гремел посудою шалман…», её исполнял, в частности, В. Высоцкий).
Однако настоящая слава пришла к Агатову с выходом кинофильма «Два бойца» (1943), для которого он написал тексты двух знаменитых песен «Тёмная ночь» и «Шаланды» (муз. Н. Богословского), исполненных в фильме М. Бернесом. Также является автором текста песни «Наша любовь», в 1945 году записанной на пластинку Г. Виноградовым (два куплета), а позже в исполнении М. Бернеса прозвучавшей (три куплета) в кинофильме «Большая жизнь. 2 серия» (1946, выпуск на экраны 1958). Из других произведений на стихи Агатова известны «Друзья» (совм. с В. Волжениным) и танго «Воспоминание» М. Блантера, 1939; «Домой» (А. Лепин). Агатову также приписывается текст песни из репертуара А. Вертинского «Кокаинетка», что, однако, маловероятно, так как песня была написана в 1915 году.

## Лагерь
В 1949 году Агатов был репрессирован и до реабилитации в 1956 году находился в лагере, где был директором лагерного театра, одновременно администратором и завлитом. Состоял в дружеских отношениях с начальником политотдела лагеря. Агатов организовал при культбригаде женский хор, для чего отыскивал в соседних лагерях и переводил к себе в лагпункт талантливых исполнительниц Туда же он привлёк и Татьяну Окуневскую, находившуюся в заключении.

## Реабилитация
В 1956 году поэта реабилитировали, а годом позже восстановили в Союзе писателей. Однако, по словам знакомых, он вернулся «сломленным и больным человеком» и больше не создавал шедевров, как «Тёмная ночь» или «Шаланды, полные кефали».

## Смерть
Умер в 1966 году в Москве, похоронен на Новодевичьем кладбище (Колумбарий. 128 секция). На его надгробии выгравированы слова: «Тёмная ночь, только пули свистят по степи…»